# 第二次イタリア独立戦争
第二次イタリア独立戦争（だいにじイタリアどくりつせんそう、イタリア語: Seconda guerra d'indipendenza italiana、ドイツ語: Zweiter Italienischer Unabhängigkeitskrieg、フランス語: deuxième guerre d'indépendance italienne）、または1859年イタリア戦争（仏: guerre d'Italie de 1859）、1859年イタリア戦役（仏: campagne d'Italie de 1859）、サルデーニャ戦争（独: Sardinische Krieg）、1859年フランス・オーストリア戦争（英: Franco-Austrian War of 1859）、1859年オーストリア・サルデーニャ戦争（英: Austro-Sardinian War of 1859）は1859年にフランス第二帝政とサルデーニャ王国がオーストリア帝国と戦った戦争。イタリア統一運動の過程で重要な役割を果たした。

## 背景
サルデーニャ王国は第一次イタリア独立戦争で負けたことで、同盟国の必要性を痛感した。そのため、サルデーニャ首相カヴール伯爵カミッロ・ベンソはクリミア戦争に参戦するなどしてヨーロッパ列強との関係を樹立しようとした。クリミア戦争後にパリで行われた講和会議において、カヴールはイタリア統一問題を提起しようとしたが、英仏は同情的であったものの、イタリア統一がオーストリアのロンバルド＝ヴェネト王国を脅かすため2国ともオーストリアを敵に回すつもりはなかった。会議の後、カヴールはナポレオン3世と密談して、確約は得られなかったもののイタリアへの援助国としてフランスが最有力であるとの手応えを感じた。
1858年1月14日、イタリア人のフェリーチェ・オルシーニ伯爵がナポレオン3世の暗殺を試みた。このオルシーニ事件によりイタリア統一運動が広く同情されるようになったが、ナポレオン3世自身も影響を受け、イタリア諸国の革命活動がこれ以上大きくならないようサルデーニャの対オーストリア戦争への援助を決定した。プロンビエールで秘密会談を行ったナポレオン3世とカヴールはプロンビエールの密約で対オーストリア同盟を締結した。サルデーニャ王国がオーストリアから攻撃を受けた場合、フランスはサルデーニャ王国を援助、その代償としてサルデーニャ王国はサヴォワとニースをフランスに割譲するとした。サルデーニャにとって、この同盟はサヴォイア家主導でイタリア半島を統一することへの助けになり、フランスにとっては敵国であるオーストリアを弱体化させる好機となる。
カヴールはオーストリアが先に攻撃しなければフランスの援助を得られないため、オーストリア国境近くでサルデーニャ軍を行軍させてウィーン当局を刺激した。オーストリアは1859年4月23日に最後通牒を発し、サルデーニャ軍の動員を完全に解除するよう要求した。それがなされないことを見ると、オーストリアは4月29日にサルデーニャに宣戦布告、フランスが戦争に巻き込まれる結果となった。

## 参加した軍勢
フランスがイタリア戦役に派遣した軍は5個軍団に分けられて合計歩兵17万、騎兵2千、大砲312門であり、フランス軍全軍の半分にあたる。総指揮官はナポレオン3世で、軍団の指揮官は第1から第5軍団の順にアシル・バラゲ・ディリエ元帥、パトリス・ド・マクマオン、フランソワ・セルタン・ド・カンロベール元帥、アドルフ・ニール、ナポレオン王子だった。近衛兵の指揮官はオーギュスト・レニョー・ド・サン＝ジャン・ダンジェリだった。
サルデーニャ軍は兵士約7万、騎兵4千、大砲90門だった。5個師団に分けられ、それぞれアンジェロ・ボンジョヴァンニ・ディ・カステルボルゴ、マンフレード・ファンティ、ジョヴァンニ・ドゥランド、エンリコ・チャルディーニ、ドメニコ・クッチャリが指揮した。義勇兵のアルプス師団とアペニン師団も戦闘に参加した。総指揮官は国王ヴィットーリオ・エマヌエーレ2世であり、アルフォンソ・フェレロ・ラ・マルモラが補佐した。
オーストリア軍は人数で最多であり、兵士22万、騎兵2万2千、大砲824門を有し、ギュライ・フェレンツ元帥が指揮した。

## 戦闘

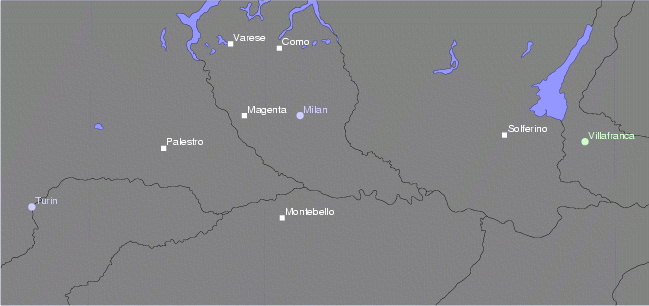
第二次イタリア独立戦争の主な戦場

宣戦布告の時点でイタリアに駐留しているフランス軍はおらず、カンロベール元帥は世界初の軍用列車の大規模使用を敢行して自軍をピエモンテに移動させた。オーストリア軍はフランス軍がピエモンテに到着する前により弱体なサルデーニャ軍を撃破して戦争終結を目指したが、ロンバルディアのオーストリア軍指揮官であるギュライ伯爵は慎重に、ティチーノ川周辺を特定の方向もなしに行軍、やがて渡河して攻勢を開始した。彼にとって不幸なことに、大雨が降り始めてしまい、サルデーニャ軍は稲田を水没させてオーストリア軍の進軍を遅滞させた。

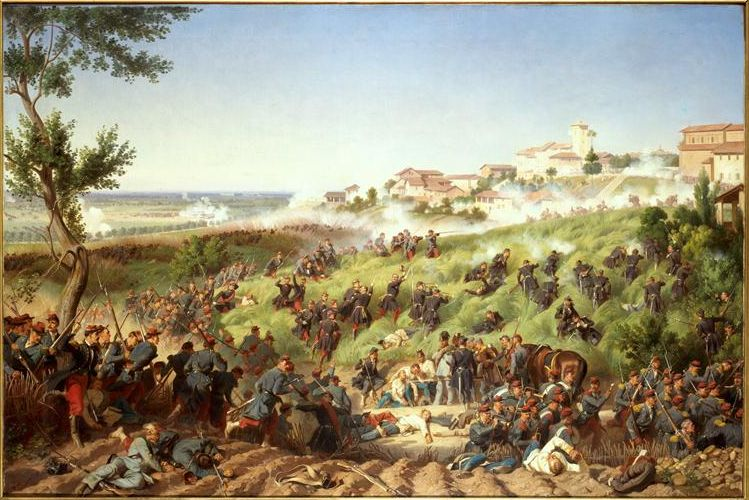
モンテベッロの戦い

やがて、ギュライ率いるオーストリア軍がヴェルチェッリに到着してトリノを脅かしたが、フランス軍とサルデーニャ軍がアレッサンドリアとカザーレ・モンフェッラート近くにあるポー川にかかっている橋の守備を強化したことでいったん撤退を余儀なくされた。最初の戦闘は5月20日のモンテベッロの戦いであり、フィリップ・フォン・シュタディオン・ウント・タンハウゼン率いるオーストリア軍1個軍団とエリ・フレデリック・フォレ率いるフランス第1軍の1個師団の間で戦われた。オーストリア軍の人数はフランス軍の3倍だったが、フランスが勝利したため、ギュライはさらに慎重になった。6月初、ギュライは鉄道の中心地であるマジェンタの戦いに進軍したが、オーストリア軍全体としては分散していたため、ナポレオン3世はティチーノ川で攻撃を仕掛けつつ大部隊を北に派遣してオーストリア軍の側面を攻撃、ギュライは東のロンバルディアにあるクアドリラテロ要塞に撤退したのち指揮官を解任された。

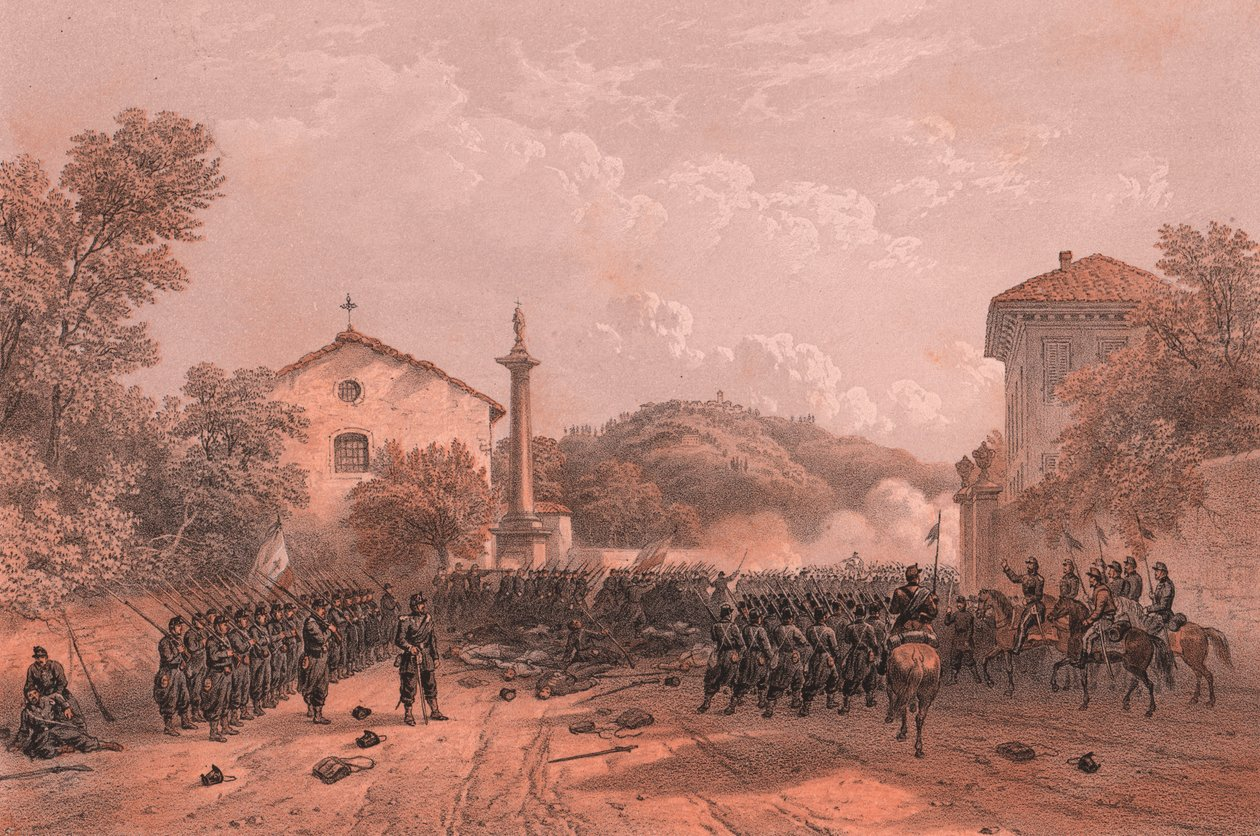
ヴァレーゼの戦いではガリバルディが軍を率いた。

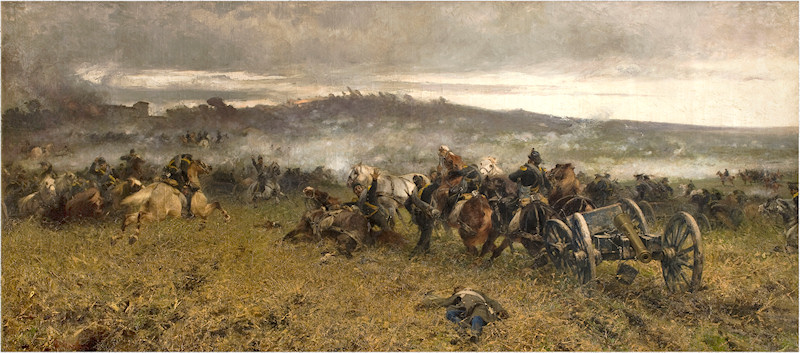
サン・マルティーノの戦い

オーストリア皇帝フランツ・ヨーゼフ1世がギュライに代わって指揮を執り、ミンチョ川の後ろにある守備の行き届いたオーストリア領を守ろうとした。フランス＝サルデーニャ連合軍はミラノを占領した後に緩やかながら東に進軍しており、プロイセン王国が介入してくる前にオーストリア軍にとどめを刺そうとした。オーストリア軍はフランス軍がブレシアで停止していることを発見、チエーゼ川沿いで反撃することを決定した。両軍はお互いに気づかないまま接近して、混乱したままソルフェリーノの戦いに突入、1日間の戦闘ののちフランス軍が突破した。またフランス軍の1個軍団がメードレでオーストリア軍3個軍団を足止めしてソルフェリーノの戦いへの参戦を阻止した。ルートヴィヒ・フォン・ベネデック率いるオーストリア第8軍は本軍と離れたポッツォレンゴを守ったが、オーストリア軍がソルフェリーノで敗れた後は全軍がクアドリラテロに退いた。
一方、ロンバルディア北部ではジュゼッペ・ガリバルディの義勇兵であるアルプス師団がヴァレーゼの戦いとサン・フェルモの戦いでオーストリア軍を撃破、さらにフランスとサルデーニャ海軍がダルマチアに兵士3千を上陸させ、ルッシーノ島とチェルソ島を占領した。

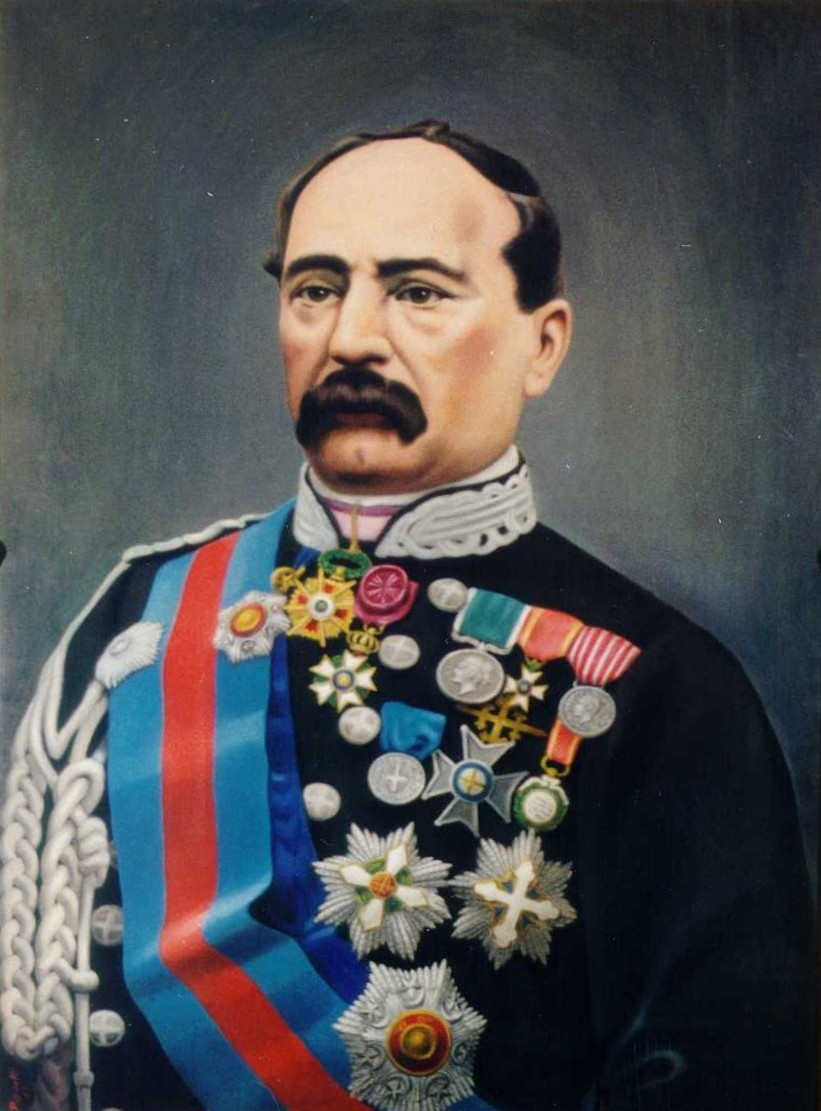
パレストロの戦いでサルデーニャ軍を率いたマンフレード・ファンティ

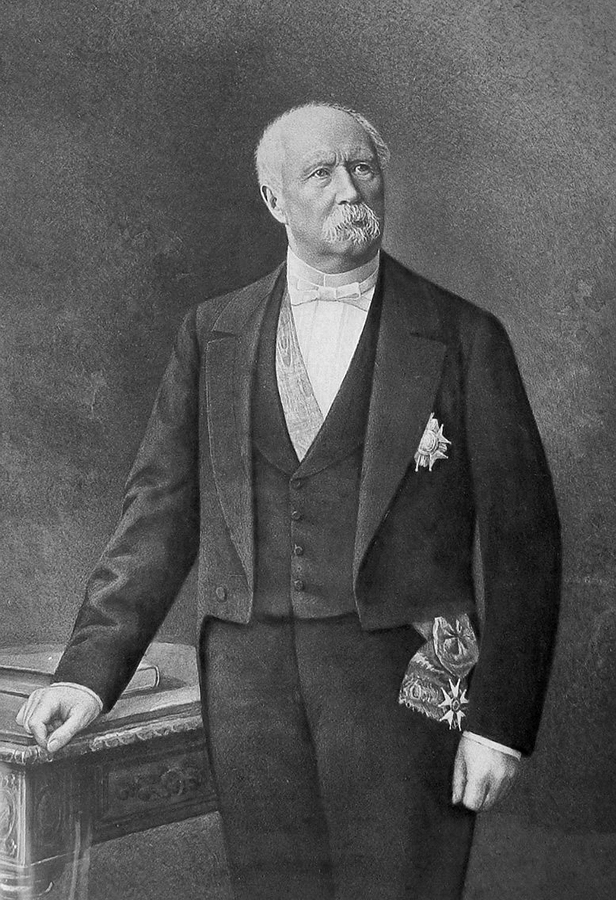
フランスのパトリス・ド・マクマオン。彼の参戦が勝利を確実なものにした

## 講和
ドイツ諸国からの介入を恐れたナポレオン3世は戦争終結を目指すようになり、ヴィッラフランカの休戦でオーストリアと休戦協定を締結した。マントヴァとレニャーゴ要塞周辺を除くロンバルド＝ヴェネト王国がオーストリアからフランスに割譲され、その直後にフランスがこれらの領地をサルデーニャに割譲した。開戦直後に革命がおきて追放された中央イタリア諸国の君主は復位すると定められた。
ナポレオン3世がサルデーニャを捨てて結んだこの講和はサルデーニャを激怒させ、カヴール自身も辞任した。ヴィッラフランカで定められたことは11月のチューリッヒ条約で再確認されたが、その時にはすでに死文と化していた。サルデーニャは中央イタリア諸国の君主を復位させるつもりなどなく、その領地を占領していて、フランスも条約履行を強要するつもりがなかった。オーストリアは不満を募らせながらもフランスが条約を履行しないことを見ていることしかできなかった。オーストリアは1849年に自由主義運動を鎮圧したが、ヨーロッパの大国としての地位は厳しい挑戦を受け、イタリアにおける影響力も大幅に弱まった。
翌1860年、中央イタリア諸国（パルマ公国、モデナ公国、トスカーナ大公国）での国民投票を受け、サルデーニャ王国は英仏の許可を受けてこれら諸国を併合し、フランスは遅れてきた謝礼（サヴォワとニース）を受け取った。ニース出身のガリバルディは反発し、両シチリア王国を征服してサルディーニャ王に献上し、イタリア統一運動を成功させることとなった。
戦争中、プロイセン王国も1859年に13万2千人を動員したが参戦はしなかった。動員の問題が浮き彫りになったことでプロイセン軍は軍制改革を断行、1866年の普墺戦争と1870年から1871年までの普仏戦争で迅速に勝利を得、プロイセン主導でドイツ統一を成就させることとなった。

## 年表

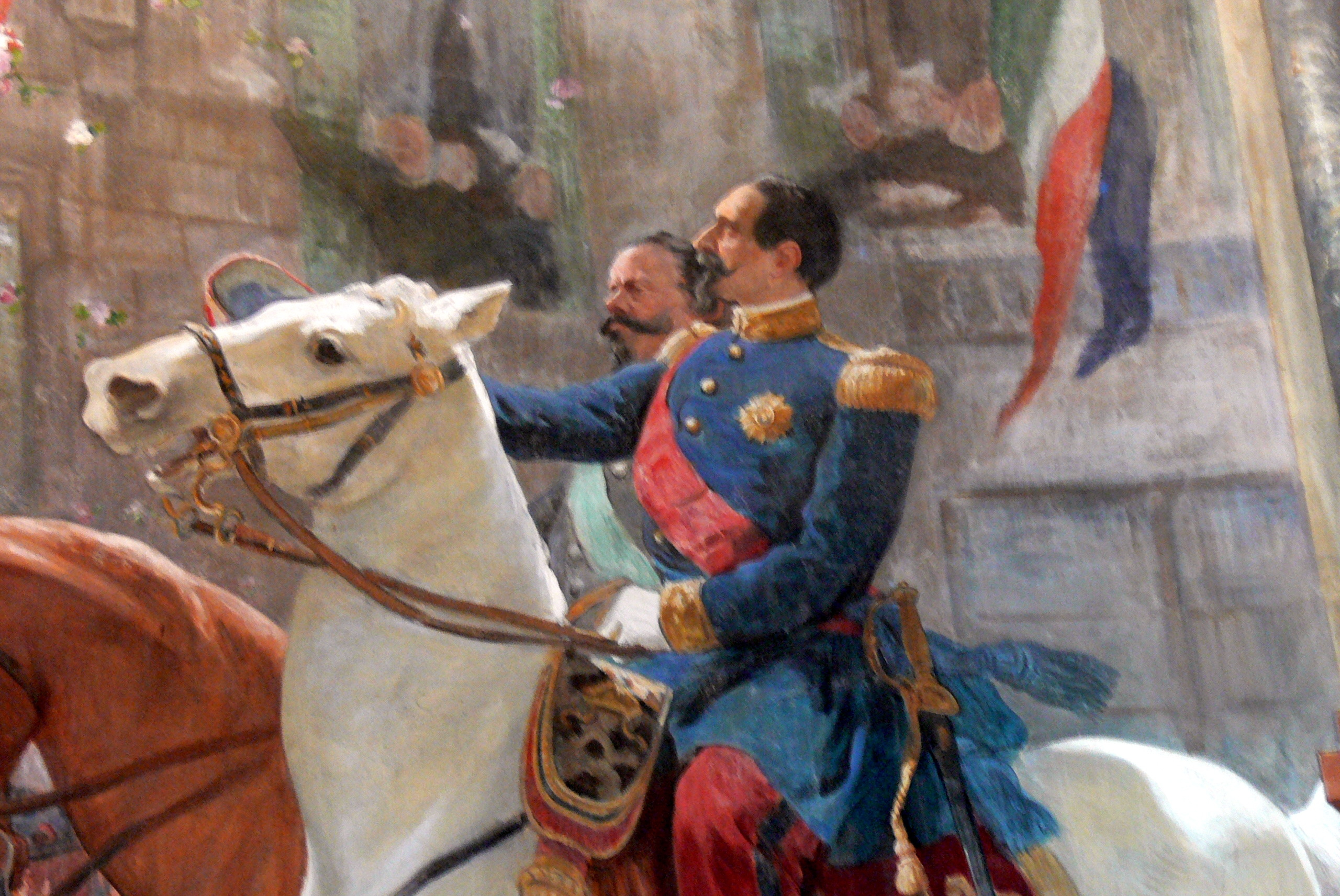
ミラノに入城するヴィットーリオ・エマヌエーレ2世とナポレオン３世

- 5月20日 - フランス歩兵とサルデーニャ騎兵がモンテベッロの戦いでオーストリア軍を撃破。オーストリア軍は撤退
- 5月26日 - ガリバルディのアルプス師団（英語版）がヴァレーゼの戦い（英語版）でカール・フォン・ウルバン（英語版）陸軍元帥率いるオーストリア軍に勝利
- 5月27日 - アルプス師団がサン・フェルモの戦い（英語版）でカール・フォン・ウルバンを再び撃破してコモに入城
- 5月30日 - フランスとサルデーニャの連合軍がパレストロの戦いでオーストリア軍を撃破
- 6月4日 - フランス軍がマジェンタの戦いでオーストリア軍に勝利
- 6月21/24日 - サルデーニャ軍とナポレオン3世率いるフランス軍がソルフェリーノの戦いでオーストリア皇帝フランツ・ヨーゼフ1世率いる軍勢に勝利。アンリ・デュナンが赤十字社を創設するきっかけになる
- 7月11日 - ハンガリー王国の革命に直面したフランツ・ヨーゼフ1世がヴィッラフランカ・ディ・ヴェローナでナポレオン3世と面会、ヴィッラフランカの休戦を締結